# Hylaeus kona
Hylaeus kona är en biart som först beskrevs av Blackburn 1886.  Hylaeus kona ingår i släktet citronbin, och familjen korttungebin. Inga underarter finns listade i Catalogue of Life.